# Logiciel d'analyse technique
Les logiciels d'analyse technique permettent l'informatisation des processus d'analyse.